# Braunschweiger Straße 103 (Magdeburg)

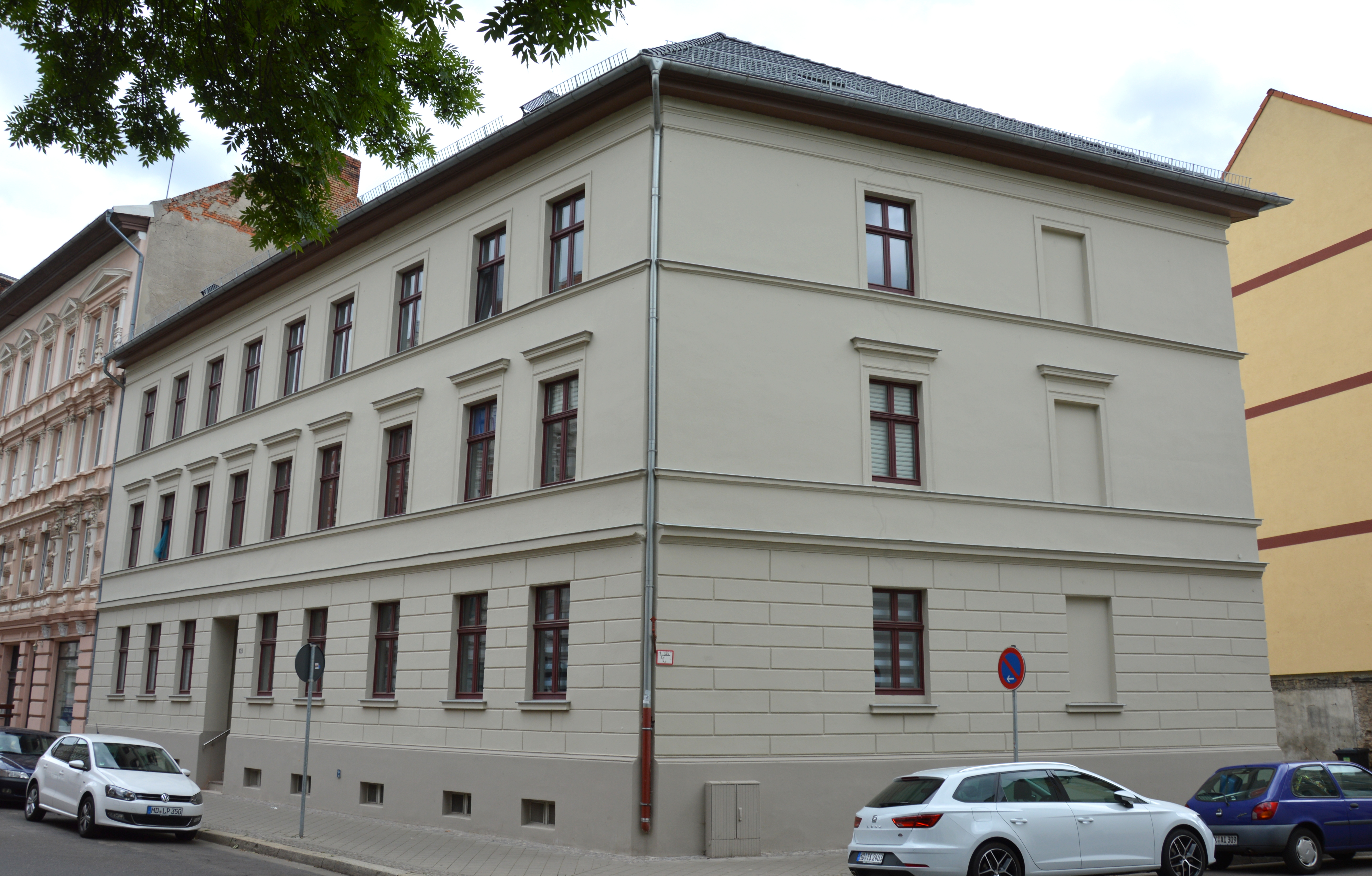
Braunschweiger Straße 103, Blick von Norden

Das Haus Braunschweiger Straße 103 ist ein denkmalgeschütztes Wohnhaus in Magdeburg in Sachsen-Anhalt.

## Lage
Es befindet sich in einer Ecklage an einem Knick Braunschweiger Straße. Südlich grenzt das gleichfalls denkmalgeschützte Haus Braunschweiger Straße 104. Das Gebäude gehört als  Einzeldenkmal zum Denkmalbereich Braunschweiger Straße 1–10, 98–108.

## Architektur und Geschichte
Das dreigeschossige Wohnhaus wurde 1873/1874 für den Bauherren A. Peine nach Plänen von C. Behrendt errichtet. Es ist das älteste Haus der Straße. Die schlichte Fassade des verputzten Baus ist im Stil des Spätklassizismus gestaltet, während die benachbarten Gebäude eine üppige gründerzeitliche Gestaltung im Neobarock aufweisen. Im Erdgeschoss ist die Fassade rustiziert, im Obergeschoss fallen fein gearbeitete Fensterprofile auf. Bedeckt ist das Gebäude mit einem Walmdach.
Im Denkmalverzeichnis für Magdeburg ist das Wohnhaus unter der Erfassungsnummer 094 81942 als Baudenkmal verzeichnet.
Das Gebäude gilt als Teil der erhaltenen gründerzeitlichen Häuserzeile als prägend für das Straßenbild und wichtiges Dokument für die bauliche Entwicklung Sudenburgs in der Bauzeit.